# 그린스타트 창작동요제
그린스타트 창작동요제는 2009년에 시작되어, 2013년에 폐지된 대한민국의 환경 동요제이다.
환경부의 그린스타트(현, 한국기후•환경네트워크)가 주최하고 있는 동요제가, 이명박 정부 당시, "저탄소 녹색성장"이라는 환경을 주제로 작사, 작곡한 동요들이 기여되었으며,
매회마다 초등학교에 보급되어, 녹색 생활을 동요로 풀어나가는 실천을 하면서, 당시에는 녹색성장에 걸맞은 동요로써, 기후변화와 아이들에게 자연환경과 에너지 절약등을 실천을 해결해나가자는 주제로 동요제가 기획되었다.
환경부산하 그린스타트가 주최하면서, 대한민국 국적을 가진 국민 누구나 기후변화와 녹색생활을 주제로 응모가 가능하며,
1,2차 예선을 거쳐서 본선을 경연한다.
2009년 당시에는, 제1회 그린스타트 창작동요.동화경연대회와 함께 경연하였으며, 2011년부터 2012년까지는 창작동요제가 따로 개최되었다.
그러나 2013년 박근혜 정부 출범으로 창조경제에 밀리면서, 이명박 정부의 녹색성장 정책은 대부분 맥이 끊겼으며, 거기에다가 청와대 녹색성장기획관실이 폐지되었다.
결국에는 정권교체의 영향으로, 그린스타트도 역시 대회 예산 및 운영면에서 고전을 면치 못하였고, 결국에는 폐지의 길을 걷게 되었다.

## 역대 금상 수상곡
| 회차             | 연도   | 곡명                  | 작곡   | 노래                                                                               |
| ---------------- | ------ | --------------------- | ------ | ---------------------------------------------------------------------------------- |
| 제1회            | 2009년 | 아야아야              | 임수연 | 김현진(경기 용인 토월초등학교 2학년)                                               |
| 제2회            | 2011년 | 마음 모아 만드는 세상 | 이민영 | 키즈 솔라레(이수진,김현진,배다영,진수빈,황경아,황경윤,최유정,이민서,홍지윤,권수현) |
| 제3회 (마지막회) | 2012년 | 지구사랑 씨앗         | 김재한 | 임현진(경북 경주대 사범대학 부설초등학교 3학년)                                    |

## 역대 수상곡 전체 내용
| 수상내용 : \| 번호 \| 곡명 \| 작사 \| 작곡 \| 가창자 \| 비고 \| \| ---- \| ------------------------ \| -------------- \| --------- \| ---------------- \| ------------- \| \| 1 \| 아야아야 \| 임수연 \| 임수연 \| 김현진 \| 금상 \| \| 2 \| 녹색지구 만들기 \| 조혜진 \| 조혜진 \| 미상 \| 은상 \| \| 3 \| 1도의 비밀 \| 이기경 \| 이기경 \| 이규빈 \| 동상 \| \| 4 \| 발자국 지우개 \| 이세진, 이나희 \| 김진숙 \| 미상 \| 네티즌 인기상 \| \| 5 \| 나는야, 녹색 생활 지킴이 \| 박주만 \| 박주만 \| 미상 \| \| \| 6 \| 우리 책임이에요 \| 이복자 \| 유재봉 외 \| 체리토마토중창단 \| \| \| 7 \| 초록빛 세상 만들어요 \| 이민영 \| 이민영 \| 예동중창단 \| \| \| 8 \| 희망의 자전거 \| 김지원 \| 김지원 \| 미상 \| \| |                          |                |           |                  |               |
| 번호 | 곡명                     | 작사           | 작곡      | 가창자           | 비고          |
| 1 | 아야아야                 | 임수연         | 임수연    | 김현진           | 금상          |
| 2 | 녹색지구 만들기          | 조혜진         | 조혜진    | 미상             | 은상          |
| 3 | 1도의 비밀               | 이기경         | 이기경    | 이규빈           | 동상          |
| 4 | 발자국 지우개            | 이세진, 이나희 | 김진숙    | 미상             | 네티즌 인기상 |
| 5 | 나는야, 녹색 생활 지킴이 | 박주만         | 박주만    | 미상             |               |
| 6 | 우리 책임이에요          | 이복자         | 유재봉 외 | 체리토마토중창단 |               |
| 7 | 초록빛 세상 만들어요     | 이민영         | 이민영    | 예동중창단       |               |
| 8 | 희망의 자전거            | 김지원         | 김지원    | 미상             |               |

| 일시 : 2011년 6월 7일 (화) 오후 5시 장소 : 코엑스 컨퍼런스룸 참가팀 : \| 참가번호 \| 곡명 \| 작사 \| 작곡 \| 가창자 \| 비고 \| \| -------- \| ------------------------ \| ------ \| ------ \| --------------------------------------------------------------------------------------------- \| ------ \| \| 1 \| 지구사랑 1 더하기 1 빼기 \| 정수은 \| 전선 \| 현울림 중창단(한채연,신하늘,박성은,임나영,이도현,이해인,박민선,임선우) \| \| \| 2 \| 녹색 하루 시작해요 \| 김드리 \| 김드리 \| 김우주 \| \| \| 3 \| 우리는 녹색지킴이 \| 조혜진 \| 조혜진 \| 하늘소리 중창단(박신영,한승헌,정채빈,신민경,김가윤,송지연,김혜원,안소연,진지우,도정윤,오유나) \| 동상 \| \| 4 \| 정말 그렇게 될까? \| 이민정 \| 오선화 \| 송민지 \| 인기상 \| \| 5 \| 마음 모아 만드는 세상 \| 이민영 \| 이민영 \| 키즈 솔라레(이수진,김현진,배다영,진수빈,황경아,황경윤,최유정,이민서,홍지윤,권수현) \| 금상 \| \| 6 \| 파란 하늘을 그려요 \| 이근호 \| 이근호 \| 김채연 \| \| \| 7 \| 열 손가락 약속 \| 정수은 \| 손정아 \| 서유빈, 남궁수진 \| \| \| 8 \| 우리는 하나 \| 김경운 \| 김경운 \| 이하경 \| 은상 \| \| 9 \| 하늘아 \| 조용천 \| 조용천 \| 임진호 \| 작사상 \| \| 10 \| 녹색 지구 만들어봐요 \| 백승학 \| 백승학 \| 김나영 \| 장려상 \| |                          |        |        |                                                                                               |        |
| 참가번호 | 곡명                     | 작사   | 작곡   | 가창자                                                                                        | 비고   |
| 1 | 지구사랑 1 더하기 1 빼기 | 정수은 | 전선   | 현울림 중창단(한채연,신하늘,박성은,임나영,이도현,이해인,박민선,임선우)                        |        |
| 2 | 녹색 하루 시작해요       | 김드리 | 김드리 | 김우주                                                                                        |        |
| 3 | 우리는 녹색지킴이        | 조혜진 | 조혜진 | 하늘소리 중창단(박신영,한승헌,정채빈,신민경,김가윤,송지연,김혜원,안소연,진지우,도정윤,오유나) | 동상   |
| 4 | 정말 그렇게 될까?        | 이민정 | 오선화 | 송민지                                                                                        | 인기상 |
| 5 | 마음 모아 만드는 세상    | 이민영 | 이민영 | 키즈 솔라레(이수진,김현진,배다영,진수빈,황경아,황경윤,최유정,이민서,홍지윤,권수현)            | 금상   |
| 6 | 파란 하늘을 그려요       | 이근호 | 이근호 | 김채연                                                                                        |        |
| 7 | 열 손가락 약속           | 정수은 | 손정아 | 서유빈, 남궁수진                                                                              |        |
| 8 | 우리는 하나              | 김경운 | 김경운 | 이하경                                                                                        | 은상   |
| 9 | 하늘아                   | 조용천 | 조용천 | 임진호                                                                                        | 작사상 |
| 10 | 녹색 지구 만들어봐요     | 백승학 | 백승학 | 김나영                                                                                        | 장려상 |

| 일시 : 2012년 4월 20일 (금) 오후 2시 장소 : 목동 KT 챔버홀 참가팀 : \| 참가번호 \| 곡명 \| 작사 \| 작곡 \| 가창자 \| 비고 \| \| -------- \| -------------------------- \| -------------- \| ------ \| -------------------------- \| ------ \| \| 1 \| 함께 행복해요 \| 김드리 \| 김드리 \| 소화초등학교 작은꽃 중창단 \| 은상 \| \| 2 \| 오늘 할 일 \| 이근호 \| 이근호 \| 박소연 \| \| \| 3 \| 지구를 지키는 하나 \| 이수영 \| 김석찬 \| 사랑누리 중창단 \| \| \| 4 \| 초록이의 녹색여행 \| 고재경 \| 유경수 \| 이가영 \| \| \| 5 \| 우리들의 아름다운 우리세상 \| 황옥경, 김혜숙 \| 황옥경 \| 이다훈 \| \| \| 6 \| 지구사랑 씨앗 \| 이수영 \| 김재한 \| 임현진 \| 금상 \| \| 7 \| 꿈꾸는 지구 \| 조혜진 \| 조혜진 \| 엄승경 \| \| \| 8 \| 앗 뜨거워 \| 권미현 \| 권미현 \| 김려원 \| 장려상 \| \| 9 \| 내 작은 소망 \| 이찬호 \| 서은희 \| 늘해랑중창단 \| 장려상 \| \| 10 \| 오래 전 이야기 \| 강동수 \| 김유정 \| 이고은 \| 동상 \| |                            |                |        |                            |        |
| 참가번호 | 곡명                       | 작사           | 작곡   | 가창자                     | 비고   |
| 1 | 함께 행복해요              | 김드리         | 김드리 | 소화초등학교 작은꽃 중창단 | 은상   |
| 2 | 오늘 할 일                 | 이근호         | 이근호 | 박소연                     |        |
| 3 | 지구를 지키는 하나         | 이수영         | 김석찬 | 사랑누리 중창단            |        |
| 4 | 초록이의 녹색여행          | 고재경         | 유경수 | 이가영                     |        |
| 5 | 우리들의 아름다운 우리세상 | 황옥경, 김혜숙 | 황옥경 | 이다훈                     |        |
| 6 | 지구사랑 씨앗              | 이수영         | 김재한 | 임현진                     | 금상   |
| 7 | 꿈꾸는 지구                | 조혜진         | 조혜진 | 엄승경                     |        |
| 8 | 앗 뜨거워                  | 권미현         | 권미현 | 김려원                     | 장려상 |
| 9 | 내 작은 소망               | 이찬호         | 서은희 | 늘해랑중창단               | 장려상 |
| 10 | 오래 전 이야기             | 강동수         | 김유정 | 이고은                     | 동상   |

## 같이 보기
환경부